# Krušetnica
Krušetnica je naseljeno mjesto u okrugu Námestovo u Žilinskom kraju u Slovačkoj.

## Stanovništvo
| Godina:     | 1993. | 2003.   | 2013.   | 2023.   |
| ----------- | ----- | ------- | ------- | ------- |
| Broj ljudi: | 864   | 932     | 965     | 1009    |
| Razlika:    |       | +7,87 % | +3,54 % | +4,55 % |

| Godina:     | 2022. | 2023.   |
| ----------- | ----- | ------- |
| Broj ljudi: | 984   | 1009    |
| Razlika:    |       | +2,54 % |

Prema podatcima o broju stanovnika iz 2023. godine naselje je imalo 1009 stanovnika.

## Vanjske poveznice
- Službena stranica naselja (sl.)